# ATP Rotterdam

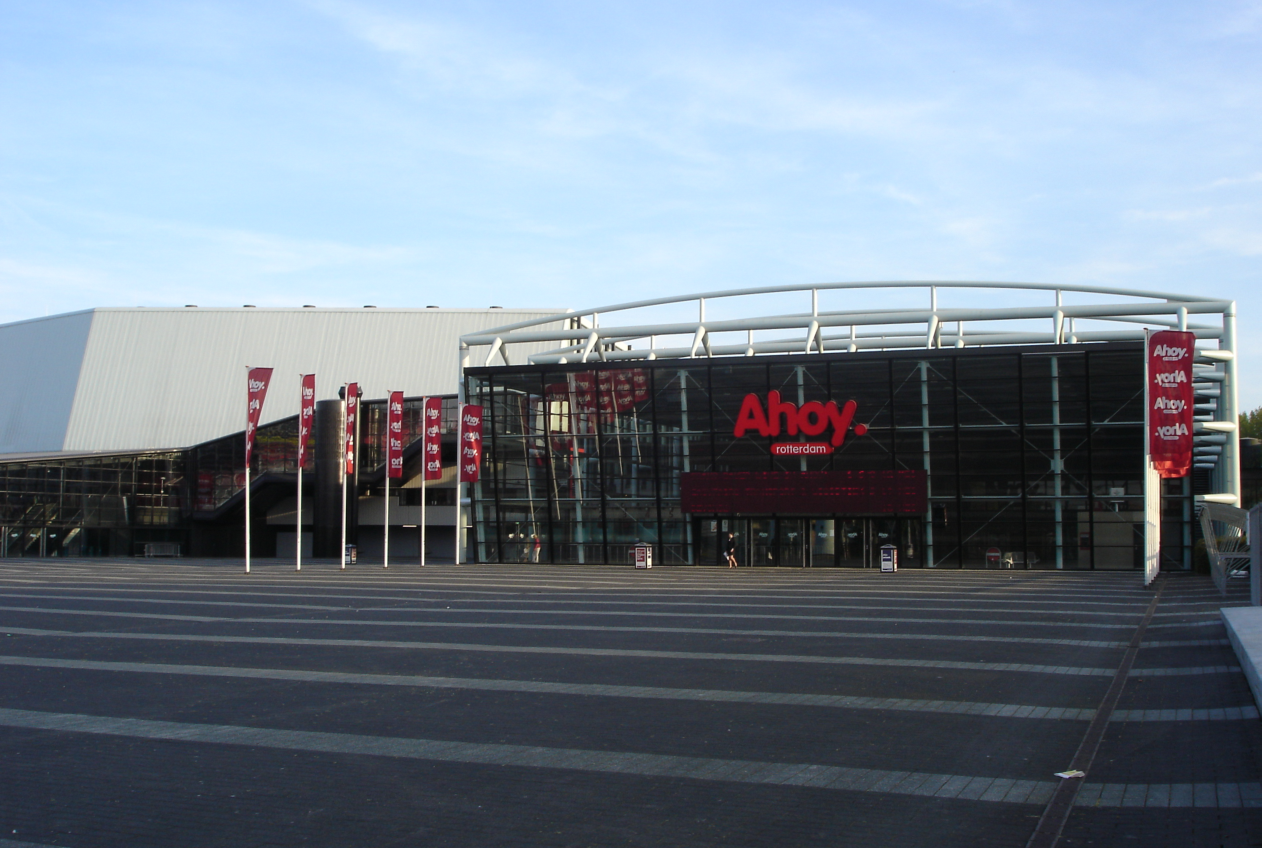
Das Ahoy Rotterdam, Veranstaltungsort des Turniers

Das ATP-Turnier von Rotterdam (offiziell ABN AMRO Open) ist ein seit 1972 im niederländischen Rotterdam ausgetragenes Tennisturnier. Derzeit ist das Turnier Teil der ATP Tour 500, der zweithöchsten Kategorie der ATP Tour.

## Geschichte
Das Turnier war von 1972 bis 1977 Teil der World-Championship-Tennis-Tour. Die Ausgabe 1973 fiel aus, da der Termin im Kalender von November auf März wechselte. Ab 1978 war das Turnier Teil des Grand Prix Tennis Circuit, bis 1990 die ATP Tour eingeführt wurde.
Beim Finale 1984 zwischen Ivan Lendl und Jimmy Connors wurde das Spiel durch einen Bombenalarm unterbrochen, der letztlich zum Abbruch des Matches führte.
1999 ging das Turnier von der World Series in die Championship Series auf, der Vorgänger der ATP Tour 500, zu der es bis heute gehört.
Das Hallenturnier findet im Februar statt und dauert eine Woche. Es wird im Ahoy Rotterdam auf Hartplatz gespielt, Turnierdirektor ist seit 2004 Richard Krajicek.
Bei der Ausgabe 2018 wurde der Rekord der meisten Zuschauer aufgestellt, als 120.000 Menschen das Turnier besuchten.

## Siegerliste
Deutschsprachige Spieler, die das Turnier gewonnen haben, sind Heinz Günthardt (1980), Jakob Hlasek (1989), Boris Becker (1992), Michael Stich (1994) und Roger Federer (2005, 2012, 2018). Für die Schweiz gewann zudem Stan Wawrinka (2015). Der letzte Sieger aus den Niederlanden war Jan Siemerink im Jahr 1998. Mit drei Titeln sind Arthur Ashe und Roger Federer Rekordsieger des Turniers. Im Doppel konnten Nenad Zimonjić, Anders Järryd und Nicolas Mahut jeweils viermal gewinnen.

### Einzel
| Jahr | Sieger                          | Finalist                        | Finalergebnis    |
| ---- | ------------------------------- | ------------------------------- | ---------------- |
| 2025 | Carlos Alcaraz                  | Alex de Minaur                  | 6:4, 3:6, 6:2    |
| 2024 | Jannik Sinner                   | Alex de Minaur                  | 7:5, 6:4         |
| 2023 | Daniil Medwedew                 | Jannik Sinner                   | 5:7, 6:2, 6:2    |
| 2022 | Félix Auger-Aliassime           | Stefanos Tsitsipas              | 6:4, 6:2         |
| 2021 | Andrei Rubljow                  | Márton Fucsovics                | 7:64, 6:4        |
| 2020 | Gaël Monfils (2)                | Félix Auger-Aliassime           | 6:2, 6:4         |
| 2019 | Gaël Monfils (1)                | Stan Wawrinka                   | 6:3, 1:6, 6:2    |
| 2018 | Roger Federer (3)               | Grigor Dimitrow                 | 6:2, 6:2         |
| 2017 | Jo-Wilfried Tsonga              | David Goffin                    | 4:6, 6:4, 6:1    |
| 2016 | Martin Kližan                   | Gaël Monfils                    | 6:71, 6:3, 6:1   |
| 2015 | Stan Wawrinka                   | Tomáš Berdych                   | 4:6, 6:3, 6:4    |
| 2014 | Tomáš Berdych                   | Marin Čilić                     | 6:4, 6:2         |
| 2013 | Juan Martín del Potro           | Julien Benneteau                | 7:62, 6:3        |
| 2012 | Roger Federer (2)               | Juan Martín del Potro           | 6:1, 6:4         |
| 2011 | Robin Söderling (2)             | Jo-Wilfried Tsonga              | 6:3, 3:6, 6:3    |
| 2010 | Robin Söderling (1)             | Michail Juschny                 | 6:4, 2:0 aufgg.  |
| 2009 | Andy Murray                     | Rafael Nadal                    | 6:3, 4:6, 6:0    |
| 2008 | Michaël Llodra                  | Robin Söderling                 | 6:73, 6:3, 7:64  |
| 2007 | Michail Juschny                 | Ivan Ljubičić                   | 6:2, 6:4         |
| 2006 | Radek Štěpánek                  | Christophe Rochus               | 6:0, 6:3         |
| 2005 | Roger Federer (1)               | Ivan Ljubičić                   | 5:7, 7:5, 7:65   |
| 2004 | Lleyton Hewitt                  | Juan Carlos Ferrero             | 6:71, 7:5, 6:4   |
| 2003 | Maks Mirny                      | Raemon Sluiter                  | 7:63, 6:4        |
| 2002 | Nicolas Escudé (2)              | Tim Henman                      | 3:6, 7:66, 6:4   |
| 2001 | Nicolas Escudé (1)              | Roger Federer                   | 7:5, 3:6, 7:65   |
| 2000 | Cédric Pioline                  | Tim Henman                      | 6:73, 6:4, 7:64  |
| 1999 | Jewgeni Kafelnikow              | Tim Henman                      | 6:2, 7:63        |
| 1998 | Jan Siemerink                   | Thomas Johansson                | 7:62, 6:2        |
| 1997 | Richard Krajicek (2)            | Daniel Vacek                    | 7:64, 7:65       |
| 1996 | Goran Ivanišević                | Jewgeni Kafelnikow              | 6:4, 3:6, 6:3    |
| 1995 | Richard Krajicek (1)            | Paul Haarhuis                   | 7:65, 6:4        |
| 1994 | Michael Stich                   | Wayne Ferreira                  | 4:6, 6:3, 6:0    |
| 1993 | Anders Järryd                   | Karel Nováček                   | 6:3, 7:5         |
| 1992 | Boris Becker                    | Alexander Wolkow                | 7:69, 4:6, 6:2   |
| 1991 | Omar Camporese                  | Ivan Lendl                      | 3:6, 7:64, 7:64  |
| 1990 | Brad Gilbert                    | Jonas Svensson                  | 6:1, 6:3         |
| 1989 | Jakob Hlasek                    | Anders Järryd                   | 6:1, 7:5         |
| 1988 | Stefan Edberg (2)               | Miloslav Mečíř                  | 7:6, 6:2         |
| 1987 | Stefan Edberg (1)               | John McEnroe                    | 3:6, 6:3, 6:1    |
| 1986 | Joakim Nyström                  | Anders Järryd                   | 6:0, 6:3         |
| 1985 | Miloslav Mečíř                  | Jakob Hlasek                    | 6:1, 6:2         |
| 1984 | Ivan Lendl / Jimmy Connors Anm. | Ivan Lendl / Jimmy Connors Anm. | 6:0, 1:0         |
| 1983 | Gene Mayer                      | Guillermo Vilas                 | 6:1, 7:6         |
| 1982 | Guillermo Vilas                 | Jimmy Connors                   | 0:6, 6:2, 6:4    |
| 1981 | Jimmy Connors (2)               | Gene Mayer                      | 6:1, 2:6, 6:2    |
| 1980 | Heinz Günthardt                 | Gene Mayer                      | 6:2, 6:4         |
| 1979 | Björn Borg                      | John McEnroe                    | 6:4, 6:2         |
| 1978 | Jimmy Connors (1)               | Raúl Ramírez                    | 7:5, 7:5         |
| 1977 | Dick Stockton                   | Ilie Năstase                    | 2:6, 6:3, 6:3    |
| 1976 | Arthur Ashe (3)                 | Bob Lutz                        | 6:3, 6:3         |
| 1975 | Arthur Ashe (2)                 | Tom Okker                       | 3:6, 6:2, 6:4    |
| 1974 | Tom Okker                       | Tom Gorman                      | 3:6, 7:62, 6:1   |
| 1973 | keine Austragung                | keine Austragung                | keine Austragung |
| 1972 | Arthur Ashe (1)                 | Tom Okker                       | 3:6, 6:2, 6:1    |

### Doppel
| Jahr | Sieger                                      | Finalisten                            | Finalergebnis      |
| ---- | ------------------------------------------- | ------------------------------------- | ------------------ |
| 2025 | Simone Bolelli Andrea Vavassori             | Sander Gillé Jan Zieliński            | 6:2, 4:6, [10:6]   |
| 2024 | Wesley Koolhof Nikola Mektić (2)            | Robin Haase Botic van de Zandschulp   | 6:3, 7:5           |
| 2023 | Ivan Dodig (2) Austin Krajicek              | Rohan Bopanna Matthew Ebden           | 7:65, 2:6, [12:10] |
| 2022 | Robin Haase Matwé Middelkoop                | Lloyd Harris Tim Pütz                 | 4:6, 7:65, [10:5]  |
| 2021 | Nikola Mektić (1) Mate Pavić                | Kevin Krawietz Horia Tecău            | 7:67, 6:2          |
| 2020 | Pierre-Hugues Herbert (2) Nicolas Mahut (4) | Henri Kontinen Jan-Lennard Struff     | 7:65, 4:6, [10:7]  |
| 2019 | Jérémy Chardy Henri Kontinen                | Jean-Julien Rojer Horia Tecău         | 7:65, 7:64         |
| 2018 | Pierre-Hugues Herbert (1) Nicolas Mahut (3) | Oliver Marach Mate Pavić              | 2:6, 6:2, [10:7]   |
| 2017 | Ivan Dodig (1) Marcel Granollers            | Wesley Koolhof Matwé Middelkoop       | 7:65, 6:3          |
| 2016 | Nicolas Mahut (2) Vasek Pospisil            | Philipp Petzschner Alexander Peya     | 7:62, 6:4          |
| 2015 | Jean-Julien Rojer Horia Tecău               | Jamie Murray John Peers               | 3:6, 6:3, [10:8]   |
| 2014 | Michaël Llodra (2) Nicolas Mahut (1)        | Jean-Julien Rojer Horia Tecău         | 6:2, 7:64          |
| 2013 | Robert Lindstedt Nenad Zimonjić (4)         | Thiemo de Bakker Jesse Huta Galung    | 5:7, 6:3, [10:8]   |
| 2012 | Michaël Llodra (1) Nenad Zimonjić (3)       | Robert Lindstedt Horia Tecău          | 4:6, 7:5, [16:14]  |
| 2011 | Jürgen Melzer Philipp Petzschner            | Michaël Llodra Nenad Zimonjić         | 4:6, 6:3, [10:5]   |
| 2010 | Daniel Nestor (2) Nenad Zimonjić (2)        | Simon Aspelin Paul Hanley             | 6:4, 4:6, [10:7]   |
| 2009 | Daniel Nestor (1) Nenad Zimonjić (1)        | Lukáš Dlouhý Leander Paes             | 6:2, 7:5           |
| 2008 | Tomáš Berdych Dmitri Tursunow               | Philipp Kohlschreiber Michail Juschny | 7:5, 3:6, [10:7]   |
| 2007 | Martin Damm (2) Leander Paes                | Andrei Pavel Alexander Waske          | 6:3, 6:75, [10:7]  |
| 2006 | Paul Hanley (3) Kevin Ullyett               | Jonathan Erlich Andy Ram              | 7:64, 7:62         |
| 2005 | Jonathan Erlich Andy Ram                    | Cyril Suk Pavel Vízner                | 6:4, 4:6, 6:3      |
| 2004 | Paul Hanley (2) Radek Štěpánek              | Jonathan Erlich Andy Ram              | 5:7, 7:65, 7:5     |
| 2003 | Wayne Arthurs Paul Hanley (1)               | Roger Federer Maks Mirny              | 7:64, 6:2          |
| 2002 | Roger Federer (2) Maks Mirny                | Mark Knowles Daniel Nestor            | 4:6, 6:3, [10:4]   |
| 2001 | Jonas Björkman (2) Roger Federer (1)        | Petr Pála Pavel Vízner                | 6:3, 6:0           |
| 2000 | David Adams (3) John-Laffnie de Jager (2)   | Tim Henman Jewgeni Kafelnikow         | 5:7, 6:2, 6:3      |
| 1999 | David Adams (2) John-Laffnie de Jager (1)   | Neil Broad Peter Tramacchi            | 6:75, 6:3, 6:4     |
| 1998 | Jacco Eltingh (2) Paul Haarhuis (2)         | Neil Broad Piet Norval                | 7:6, 6:3           |
| 1997 | Jacco Eltingh (1) Paul Haarhuis (1)         | Libor Pimek Byron Talbot              | 7:65, 6:4          |
| 1996 | David Adams (1) Marius Barnard              | Hendrik Jan Davids Cyril Suk          | 6:3, 5:7, 7:6      |
| 1995 | Martin Damm (1) Anders Järryd (4)           | Tomás Carbonell Francisco Roig        | 6:3, 6:2           |
| 1994 | Jeremy Bates Jonas Björkman (1)             | Jacco Eltingh Paul Haarhuis           | 6:4, 6:1           |
| 1993 | Henrik Holm Anders Järryd (3)               | David Adams Andrei Olchowski          | 6:4, 7:6           |
| 1992 | Marc-Kevin Goellner David Prinosil          | Paul Haarhuis Mark Koevermans         | 6:2, 6:7, 7:6      |
| 1991 | Patrick Galbraith Anders Järryd (2)         | Steve DeVries David Macpherson        | 7:6, 6:2           |
| 1990 | Leonardo Lavalle Jorge Lozano               | Diego Nargiso Nicolás Pereira         | 6:3, 7:6           |
| 1989 | Miloslav Mečíř Milan Šrejber                | Jan Gunnarsson Magnus Gustafsson      | 7:6, 6:0           |
| 1988 | Patrik Kühnen Tore Meinecke                 | Magnus Gustafsson Diego Nargiso       | 7:6, 7:6           |
| 1987 | Stefan Edberg (2) Anders Järryd (1)         | Chip Hooper Mike Leach                | 3:6, 6:3, 6:4      |
| 1986 | Stefan Edberg (1) Slobodan Živojinović      | Wojciech Fibak Matt Mitchell          | 2:6, 6:3, 6:2      |
| 1985 | Tomáš Šmíd Pavel Složil                     | Vitas Gerulaitis Paul McNamee         | 6:4, 6:4           |
| 1984 | Kevin Curren Wojciech Fibak (2)             | Fritz Buehning Ferdi Taygan           | 6:4, 6:4           |
| 1983 | Fritz Buehning (2) Tom Gullikson            | Peter Fleming Pavel Složil            | 7:6, 4:6, 7:6      |
| 1982 | Mark Edmondson Sherwood Stewart             | Fritz Buehning Kevin Curren           | 7:5, 6:2           |
| 1981 | Fritz Buehning (1) Ferdi Taygan             | Gene Mayer Sandy Mayer                | 7:6, 1:6, 6:4      |
| 1980 | Vijay Amritraj Stan Smith                   | Bill Scanlon Brian Teacher            | 6:4, 6:3           |
| 1979 | Peter Fleming John McEnroe                  | Heinz Günthardt Bernard Mitton        | 6:4, 6:4           |
| 1978 | Fred McNair Raúl Ramírez                    | Bob Lutz Stan Smith                   | 6:2, 6:3           |
| 1977 | Wojciech Fibak (1) Tom Okker                | Vijay Amritraj Dick Stockton          | 6:4, 6:4           |
| 1976 | Rod Laver Frew McMillan (3)                 | Arthur Ashe Tom Okker                 | 6:1, 6:74, 7:65    |
| 1975 | Bob Hewitt (2) Frew McMillan (2)            | José Higueras Balázs Taróczy          | 6:2, 6:2           |
| 1974 | Bob Hewitt (1) Frew McMillan (1)            | Pierre Barthès Ilie Năstase           | 3:6, 6:4, 6:3      |
| 1973 | keine Austragung                            | keine Austragung                      | keine Austragung   |
| 1972 | Roy Emerson John Newcombe                   | Arthur Ashe Bob Lutz                  | 6:2, 6:3           |